# ماری براون (بازیکن تنیس)
ماری براون (انگلیسی: Mary Browne; ۳ ژوئن ۱۸۹۱ – ۱۹ اوت ۱۹۷۱) تنیس‌باز اهل ایالات متحده آمریکا بود.وی همچنین به صورت آماتور در گلف هم فعالیت می‌کرد.وی در شهرستان ونچورا، کالیفرنیا متولد شد.وی همچنین ۳ مرتبه فاتح تنیس آزاد آمریکا گردید.